# Dieter Bohlen
Dieter Günter Bohlen (Berne, 7 febbraio 1954) è un cantante, musicista, produttore discografico e paroliere tedesco.

## Biografia
È stato l'unico straniero ad aver ricevuto il premio di Artista Nazionale dell'URSS (nel 1989). Ha fatto parte tra il 1984 e il 1987 e dal 1998 al 2003 del duo pop Modern Talking con Thomas Anders. You're My Heart, You're My Soul e Cheri, Cheri Lady sono le canzoni che li hanno resi celebri, eseguite vocalmente da Anders. Nel 1987 Bohlen ha fondato il progetto musicale Blue System - da lui anche prodotto - dove invece si è proposto come voce principale. Ha scritto poi molte canzoni per altri artisti come C. C. Catch, Nino De Angelo, Peter Schilling, Bonnie Tyler.

## Vita privata
Dieter Bohlen ha conseguito una laurea in economia presso l'università di Gottinga. 
Il cantante ha fatto molto parlare di sé per la sua tumultuosa vita sentimentale. Dalla prima moglie Erika ha avuto tre figli (due maschi e una femmina). Dopo il divorzio si è risposato con la miss Germania Verona Feldbusch, ma questo secondo matrimonio è naufragato quasi subito. In seguito è stato legato per numerosi anni a Nadja Abd el Farrag, sua ex corista diventata in seguito modella erotica e cantante. Estefania Kuster gli ha dato un figlio, il quarto, poco prima che finisse anche questa relazione. Nel 2011 Karina, l'attuale compagna, ha partorito una bambina, mentre nel 2013 è stata la volta di un figlio maschio. 
Bohlen risiede a Tötensen.